# Kina w Gdańsku

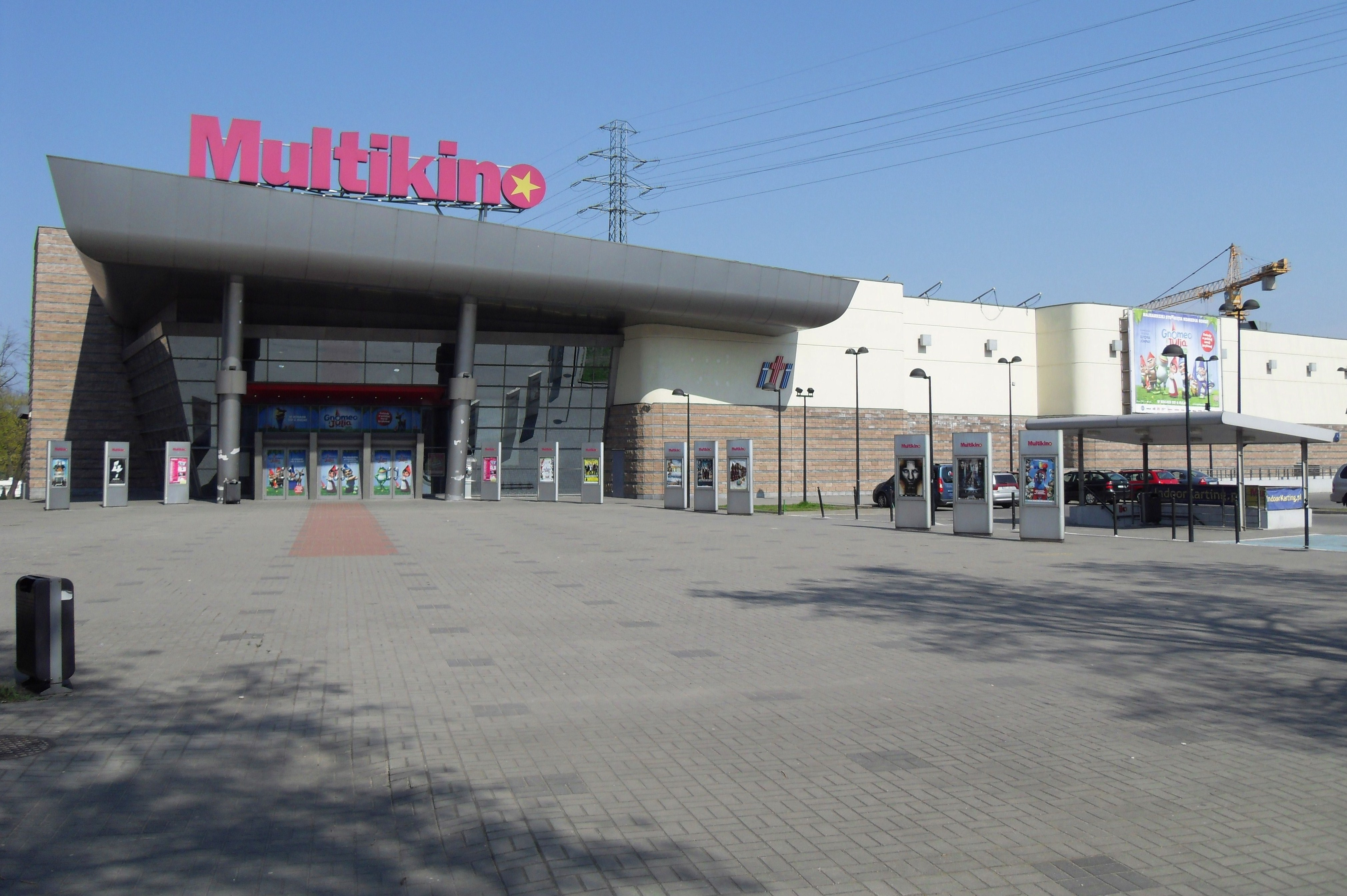
Multikino w dzielnicy Aniołki, al. Zwycięstwa

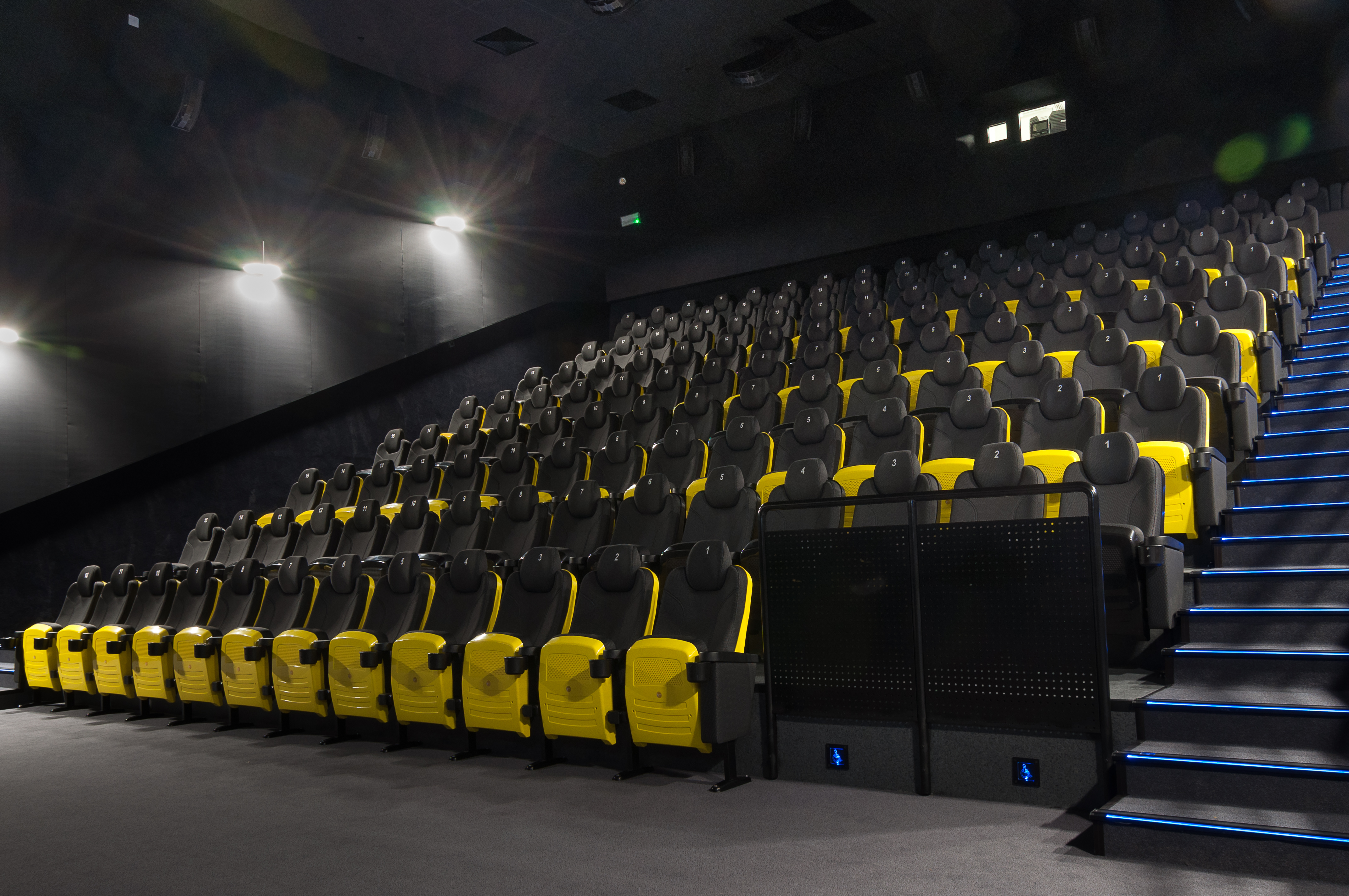
Helios, sala kinowa w Galerii Metropolia

Kina w Gdańsku – wszystkie historyczne gdańskie kina zostały zlikwidowane. Stan dzisiejszy to pięć multipleksów, studenckie kino studyjne we Wrzeszczu Górnym, kino lokalne na Głównym Mieście, kino muzealne na Brabanku (Śródmieście) oraz kino studyjne w Nowym Porcie.

## Kina współczesne

### Multipleksy
- Helios – Przymorze Małe, Alfa Centrum, ul. Kołobrzeska
- Helios – Wrzeszcz Dolny, Galeria Metropolia, ul. Jana Kilińskiego
- Multikino – Aniołki, al. Zwycięstwa
- Cinema 3D – Suchanino, Galeria Morena, ul. Schuberta
- Helios - Galeria Forum – Śródmieście Gdańska

### Pozostałe kina
- Żak – Wrzeszcz Górny, al. Grunwaldzka[1]
- KinoPort – Nowy Port, ul. Strajku Dokerów 5, otwarte 9 lutego 2013[2]
- Kino Kameralne Cafe – Główne Miasto, ul. Lektykarska 4[3]
- Kino Muzeum w Muzeum II Wojny Światowej w Gdańsku, pl. Bartoszewskiego 1[4]
- Kino IKM w Kunszcie Wodnym – Główne Miasto, ul Targ Rakowy 11[5]
- Kino Spektrum – Główne Miasto, ul. Garncarska 18/20[6][7][8][9][10]

## Kina historyczne

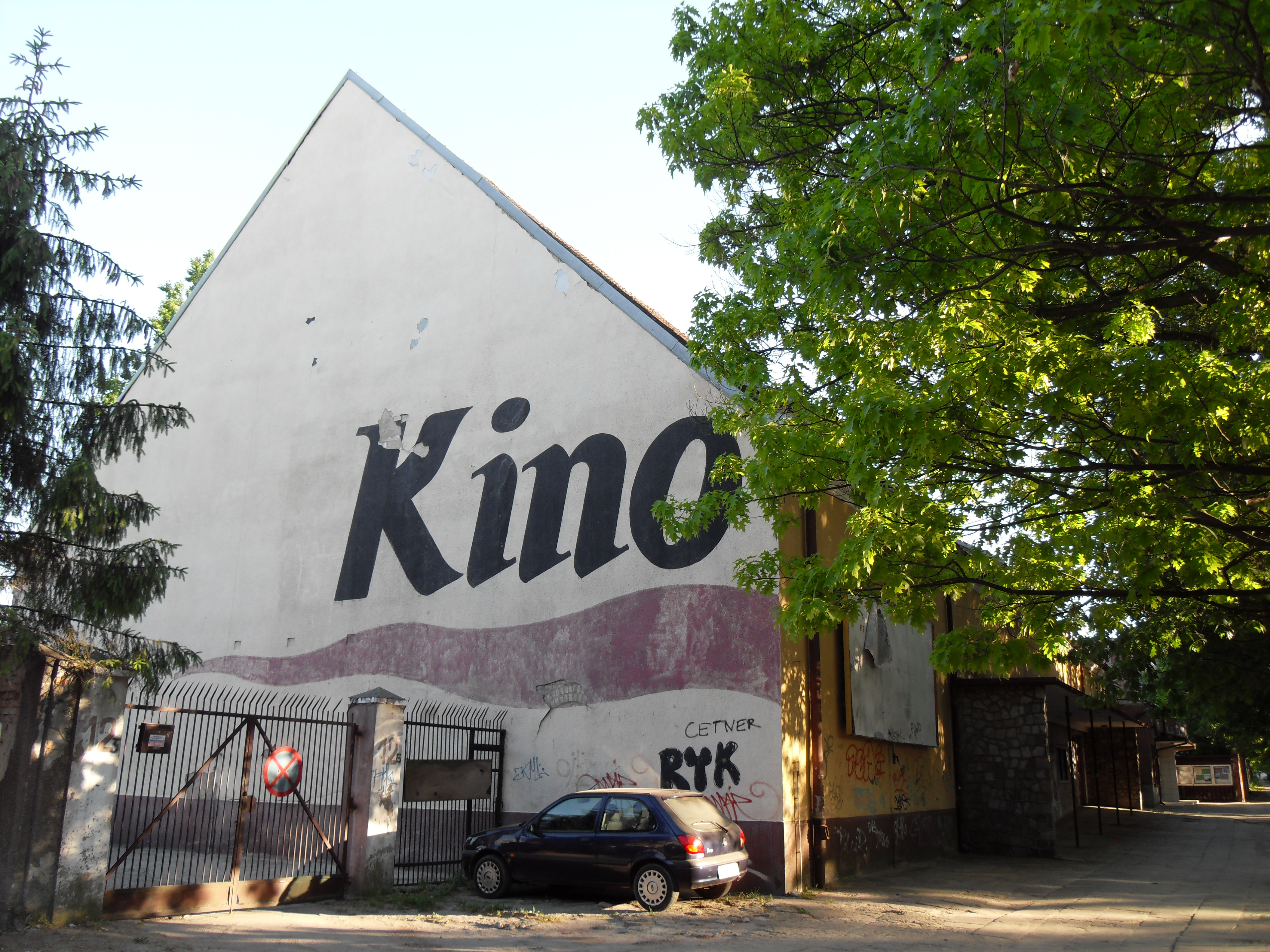
Nieistniejące kino Znicz we Wrzeszczu

- Bajka – Wrzeszcz, ul. Jaśkowa Dolina
- Barkas – Świbno, ul. Boguckiego
- Delfin – Oliwa, ul. Opata J. Rybińskiego
- Drukarz – Stare Miasto, ul. Garncarska
- Gedania – Brama Oliwska, ul. Dyrekcyjna
- Helikon – ul. Długa 57 (III piętro)
- Jagienka – Wrzeszcz, ul. Wajdeloty 12/13
- Kameralne – ul. Długa 57 (II piętro)
- Kosmos – Orunia, Trakt św. Wojciecha 115/117 (budynek rozebrany; obecnie stacja paliw)
- Motława – Młode Miasto, ul. Wałowa
- Nord (dawniej: 1 Maja) – Nowy Port, ul. Marynarki Polskiej
- Neptun (dawniej: Leningrad) – ul. Długa 57[11]
- Panorama – Młode Miasto (Lisia Grobla, Stocznia Gdańska Brama nr 13)
- Piast – Długie Ogrody, ul. Angielska Grobla
- Przyjaźń – Główne Miasto, ul. Długa
- Tramwajarz – Wrzeszcz, al. Wojska Polskiego
- Watra-Syrena – Główne Miasto, ul. Za Murami (w Domu Harcerza)
- Włókniarz – Stogi, ul. Nowotna
- Wrzos – Siedlce, ul. Kartuska 20
- Zaspa – Zaspa, ul. Pilotów
- Zawisza – Wrzeszcz, ul. Słowackiego
- Znicz – Wrzeszcz, ul. Szymanowskiego (budynek rozebrany)
- Zorza – Przeróbka, ul. Przetoczna
- Żak – Stare Miasto, Wały Jagiellońskie (w obecnym budynku Rady Miasta), zamknięte 31 marca 1999